# Tempio di Vulcano nel Campo Marzio
Il tempio di Vulcano nel Campo Marzio, assieme al Volcanal nel Foro, era uno dei due luoghi sacri dedicati al dio Vulcano nell'antica Roma.
Di esso non si conserva alcuna traccia, né si conosce dove fosse la sua ubicazione.

## Storia
Secondo Plutarco, il tempio di Vulcano fu costruito da Romolo nel Campo Marzio.
Il tempio fu colpito da fulmini nel 214 a.C. e poi nuovamente nel 197 a.C..
Del tempio nel Campo Marzio si sa che dovesse essere vicino al Circo Flaminio, dove si tenevano giochi in suo onore in occasione della festività dei Volcanalia, nel giorno della dedicazione del tempio, il 23 agosto.
Vitruvio afferma che anche gli aruspici etruschi prescrivono nei loro libri di costruire i templi di Vulcano fuori delle mura cittadine, per evitare che il fuoco si rivolga contro le abitazioni.